# Raul Chadżymba
Raul Dżumkowicz Chadżymba (abch. Рауль Џьумка-иҧа Ҳаџьымба: ur. 1958 w Tkwarczeli) – abchaski polityk, minister obrony w latach 2002–2003, premier nieuznanej Abchazji od 2003 do 2004, wiceprezydent Abchazji w latach 2005–2009. Kandydat w wyborach prezydenckich w 2004, 2009, 2011 oraz w 2014. Prezydent nieuznanej Abchazji od 25 września 2014 do 12 stycznia 2020.

## Życiorys
Raul Chadżymba urodził się w Tkwarczeli w ówczesnej Abchaskiej ASRR w ZSRR. W 1965 rozpoczął naukę w miejscowej szkole podstawowej, następnie kształcił się w gimnazjum (1972–1975). Po ukończeniu szkoły pracował krótko jako ślusarz. W latach 1976–1978 odbywał służbę wojskową w siłach obrony przeciwlotniczej.
Od 1978 do 1978 pracował ponownie jako ślusarz w domu wypoczynkowym w okolicach Suchumi. Od 1979 do 1984 studiował prawo na Abchaskim Uniwersytecie Państwowym. Po studiach podjął pracę jako radca prawny w fabryce chemicznej w Suchumi. Od 1985 do 1986 studiował w Szkole KGB w Mińsku, po czym, w latach 1986–1992, był agentem KGB w Tkwarczeli. W czasie wojny gruzińsku-abchaskiej w latach 1992–1993, był szefem wywiadu wojskowego i kontrwywiadu na froncie wschodnim. Po wojnie, od 1995 do 1996, pracował jako szef departamentu bezpieczeństwa Republiki Abchazji. W latach 1996–1998 pełnił funkcję szefa wydziału ds. zwalczania przemytu w Państwowym Komitecie Celnych Abchazji. Od 1998 do 1999 był wicedyrektorem Państwowego Komitetu Celnego.
W latach 1999–2001 zajmował stanowisko szefa Służby Bezpieczeństwa Abchazji. Od 2001 do 2003 pełnił funkcję wicepremiera. Dodatkowo od 2002 do 22 kwietnia 2003 był ministrem obrony. Od 22 kwietnia 2002 do 6 października 2004 zajmował urząd premiera Abchazji.
Raul Chadżymba jest żonaty, ma dwoje dzieci.

## Wybory prezydenckie 2004 i mandat wiceprezydenta
W ostatnich latach prezydentury Władysława Ardzinby zastępował chorego prezydenta w pełnieniu licznych obowiązków głowy państwa. Otrzymał także jego poparcie przed październikowymi wyborami prezydenckimi w 2004. Jego kandydaturę poparł także prezydent Rosji Władimir Putin. W wyborach z 3 października 2004 jego głównym rywalem był kandydat opozycji, Siergiej Bagapsz, który sprzeciwiał się zbyt dużym wpływom rosyjskim w nieuznawanej republice. Wybory doprowadziły do ostrego kryzysu politycznego w Abchazji.
Pierwsze sondażowe wyniki wyborów exit polls wskazywały na zwycięstwo Chadżymby na poziomie 61% głosów, daleko przed Bagapszem (22%). W sytuacji przeciągającego się oczekiwania na wynik wyborów, każdy z kandydatów ogłosił swoje własne zwycięstwo.
11 października 2004 komisja wyborcza ogłosiła zwycięstwo Bagapsza, który według jej wyników zdobył 50,08% głosów, co oznaczało wygraną już w I turze głosowania. Chadżymba nie uznał tych wyników, zapowiedział zaskarżenie ich do Sądu Najwyższego i zażądał ponownego przeliczenia głosów. W celu zażegnania kryzysu powołana została specjalna komisja, złożona z przedstawiciela Chadżymby, Bagapsza i komisji wyborczej, której zadaniem było powtórne przeliczenie głosów. 28 października 2004 Sąd Najwyższy potwierdził zwycięstwa Bagapsza stosunkiem głosów 44000 do 30800. W odpowiedzi na orzeczenie sądu, zwolennicy Chadżymby otoczyli jego budynek i zażądali zmiany decyzji. Pod ich presją, następnego dnia Sąd Najwyższy anulował wcześniejsze orzeczenie i ogłosił zwycięzcą wyborów Chadżymbę. Jednak wkrótce potem oświadczył, że działał pod groźbą i przywrócił swoje pierwotne orzeczenie o zwycięstwie Bagapsza. Głos w konflikcie zabrał również prezydent Ardzinba, który 6 października 2004 zdymisjonował Chadżymbę ze stanowiska premiera, a 29 października 2004 zarządził przeprowadzenie nowych wyborów w dniu 6 grudnia. Bagapsz odrzucił decyzję prezydenta i zapowiedział na 6 grudnia 2004 inaugurację swojej prezydentury.
21 listopada Chadżymba odrzucił ofertę Bagapsza objęcia stanowiska premiera lub wiceprezydenta w zamian za uznanie porażki w wyborach. 23 listopada zwycięstwo Bagapsza uznała Rada Starszych, a trzy dni później parlament. Do porozumienia między Chadżymbą a Bagapszem doszło dopiero 5 grudnia 2004. Bagapsz zgodził się wówczas na ponownie wybory w styczniu 2005, w których miał wystartować wspólnie z Chadżymbą jako kandydatem na stanowisko wiceprezydenta. W powtórnych wyborach prezydenckich z 12 stycznia 2005 duet Bagapsz-Chadżymba uzyskał 91,54% głosów poparcia. 12 lutego 2005 Chadżymba został zaprzysiężony na stanowisku wiceprezydenta.
28 maja 2009 Chadżymba podał się do dymisji w proteście przeciw polityce prezydenta Bagapsza i braku sukcesów jego rządu w kluczowych sprawach. Stwierdził, że kraj cierpi na „kryzys władzy” z powodu stylu i metod rządzenia obranych przez prezydenta i jego krąg. Zarzucił mu naruszenie warunków porozumienia o podziale władzy między prezydentem a wiceprezydentem z 2004, a także skrytykował zawarcie porozumienia z Rosją o ochronie granic. Stwierdził, że nie był w stanie kontynuować walki z korupcją i wzmacniania bezpieczeństwa państwa z powodu braku wsparcia ze strony Bagapsza i ograniczania mu pola manewru.

## Wybory prezydenckie 2009
Na początku listopada 2009 Chadżymba został jednym z pięciu kandydatów w wyborach prezydenckich w grudniu 2009. Jego głównym rywalem ponownie był Siergiej Bagapsz.
Według oficjalnych wyników, Chadżymba w I turze wyborów z 13 grudnia 2009 zajął drugie miejsce, zdobywając 15,4% głosów. Wybory wygrał prezydent Bagapsz, który uzyskał 59,4% głosów, zapewniając sobie tym samym reelekcję na stanowisku. Chadżymba odrzucił wyniki wyborów, oskarżając władze o fałszerstwa wyborcze i liczne nieprawidłowości w czasie głosowania. Wybory nie zostały uznane przez społeczność międzynarodową (oprócz trzech państw uznających niepodległość Abchazji) i potępione przez Gruzję. W ich kontroli nie uczestniczyli obserwatorzy z żadnych organizacji międzynarodowych. Obserwatorzy z Rosji i Wenezueli uznali je za „wolne i uczciwe”.

## Wybory prezydenckie 2011
Chadżymba wziął w udział w wyborach prezydenckich zorganizowanych 26 sierpnia 2011 po śmierci prezydenta Siergieja Bagapsza. Zajął w nich trzecie miejsce z wynikiem 19,83% głosów, przegrywając z wiceprezydentem Aleksandrem Ankwabem (54,86%) i premierem Siergiejem Szambą (21,04%). Rosyjskie ministerstwo spraw zagranicznych nazwało wybory „sukcesem”. Wybory nie zostały oficjalne uznane przez zdecydowaną większość państw oraz organizacji międzynarodowych (jako że Abchazję uznawały tylko 4 państwa na świecie), w tym NATO i OBWE.

## Wybory prezydenckie 2014
W 2014 roku Chadżymba po raz czwarty wziął udział w wyborach prezydenckich. Według informacji komisji wyborczej, Chadżymba zwyciężył w pierwszej turze zdobywając ponad 50% głosów, przy frekwencji wynoszącej ok. 70%.

## Wybory prezydenckie 2019 i rezygnacja
We wrześniu 2019 został ponownie wybrany na prezydenta kraju, zdobywając 26,33% głosów w pierwszej turze i 48,68% w drugiej. W styczniu 2020 wybuchły w Abchazji protesty przeciw jego prezydenturze. 10 stycznia Sąd Najwyższy Abchazji unieważnił wyniki wyborów prezydenckich. 12 stycznia Chadżymba podał się do dymisji.